# Кар'єрний метод розробки нафтових родовищ

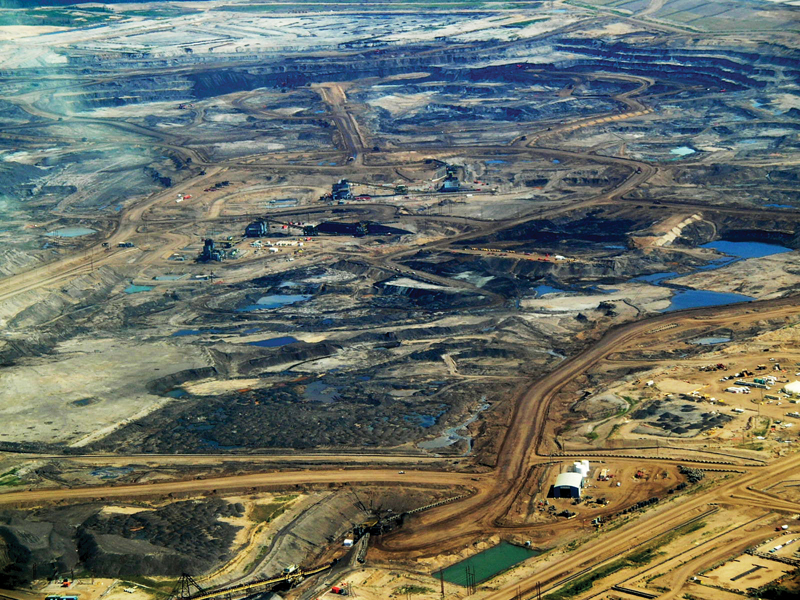
Кар'єрний метод розробки бітумінозних пісків в Альберті. Канада.

Кар'єрний метод розробки нафтових родовищ (від кар'єр; від грец. μέθοδος — шлях дослідження) (рос. карьерный метод разработки нефтяных месторождений; англ. quarry method of development; нім. Tagebauabbaumethode f) — розробка нафтового покладу, яка передбачає видобування нафтонасиченої або бітумінозної породи і здійснюється в нафтовому кар'єрі в один або декілька уступів розрізу з допомогою відкритих гірничих виробок. Практикується в ряді країн світу, зокрема Канаді. Видобуток нафти кар'єрним методом зростає.